# La rebelión de Anacleto
La Rebelión de Anacleto  fue una rebelión o guerra civil que fue dirigida por José Anacleto Ordóñez, nacionalista nicaragüense quien se opuso al dominio mexicano sobre Nicaragua,  e inició una rebelión contra el gobierno promexicano.

## Antecedentes
En diciembre de 1811 surgieron revueltas armadas dirididos por criollos descontentos con la dependencia y el control colonial en León, Masaya, Granada y Rivas . Fueron suprimidas. Los oportunistas criollos aprovecharon el perdón del Capitán General. Los sublevados en Granada resistieron hasta el 21 de abril de 1812, cuando algunos sublevados de origen aristocrático hicieron un acuerdo con las autoridades que no los salvó de prisión.[cita requerida]
Ordóñez vuelve a Granada
Entre 1812 y 1820 Ordóñez regresó a Granada donde mantuvo una vida con el pueblo, ganando reconocimiento por su disposición al servicio. En la Mosquitia adquirió conocimientos sobre las propiedades curativas de las plantas, por lo que muchos pacientes necesitados acudían a él como “médico herbolario”.[cita requerida]

## La rebelión
José Anacleto Ordóñez inició la rebelión contra el gobierno promexicano el 16 de enero de 1823. Él y sus seguidores capturaron incruentamente el cuartel militar de Granada. A esto le siguió una serie de saqueos y robos por parte de partidarios de Ordóñez en las ciudades de Granada, Jinotepe, Juigalpa y Masaya . La violencia provocó que muchos en las ciudades afectadas huyeran a Managua, que permaneció bajo el control de las fuerzas promexicanas. 
El 13 de febrero de 1823, las tropas del brigadier , exgobernador de Nicaragua (1819–20), fueron repelidos -pese a la superioridad-, por la resistencia y habilidad popular del dirigente granadino. El 23 de febrero de 1823, el gobernador de Nicaragua (que había sido el último gobernador español de Nicaragua) recuperó Granada por la fuerza con un ejército de 1.000 soldados. 
Los imperialistas solicitaron refuerzos al ejército mexicano al mando del general Vicente Filísola , pero el 19 de marzo, Agustín de Iturbide abdicó, colapsando el efímero imperio.[cita requerida]
Cleto se estableció como un líder popular. Logró unificar las voluntades políticas de León y Granada. Se formó una Junta Patriótica integrada por elementos progresistas de las clases medias y algunos criollos liberales que la apoyaron, “abolió la ley testamentaria, así como los títulos, tratamientos y privilegios de la aristocracia criolla”, y gritó: “Las dádivas son ¡encima!"[cita requerida]
Las acciones de Cleto se generalizaron en Nicaragua y otras ciudades de Centroamérica . [cita requerida]
Surgieron contradicciones sociales; A mediados de 1824 las fuerzas populares controlaban León y Granada . Se concentraba la aristocracia criolla y los antiguos funcionarios peninsulares: los de León en El Viejo, y los de Granada en Managua (denominada Leal Villa de Santiago de Managua por Real Cédula de Fernando VII en 1819 por haber mantenido fidelidad a la monarquía al no sublevarse), al igual que León, Granada y otros) donde crearon juntas de gobierno paralelas (la de Managua presidida por Policarpo Irigoyen – cura y juez de Managua desde 1813; estuvo en Guatemala en 1823 con el obispo García, regresando en 1824 hasta su muerte en 1829. -, hermano del padre de Cleto) y nombraron jefes militares: Crisanto Sacasa en Managua y el coronel mercenario peruano Juan José Salas en El Viejo, con el apoyo del obispo Nicolás García Jerez .[cita requerida]
Frente al involucramiento antipopular de Policarpo, el obispo y otros como el párroco de San Carlos que facilitó el escape de Sacasa, esta lucha revolucionaria tuvo también un componente anticlerical.[cita requerida]
En 1824  Sacasa fracasó dos veces en el intento de tomar Granada, mientras sus tropas tenían la moral baja, quienes defendían la ciudad mostraban un alto compromiso motivados por su líder.[cita requerida]
Intervención de Manuel Arce
Ante la compleja situación, el general Manuel José Arce (San Salvador, 1787 – 1847) fue enviado como pacificador y llegó a León el 9 de enero de 1825. Sacasa había muerto en un ataque fallido a León y Salas había desertado.[cita requerida]
La intervención de Arce medió en la conquista popular en las principales ciudades; Buscó “instalar una democracia formal y modernizar el sistema de explotación”. Impuso una solución para halagar a todos: nombró a Cleto Ordoñez para el honroso cargo de Inspector General de Armas de la República Federal, sacándolo del escenario nicaragüense.[cita requerida]

## Véase ambién
- Centroamérica bajo el dominio mexicano
- José Anacleto Ordóñez